# Традиционалне вештине изградње ленџ бродова и пловидбе
Традиционалне вештине изградње ленџ бродова и пловидбе користе становници северне обале Персијског залива за поморска путовања, трговину, риболов и извлачење бисера. Традиционално знање о ленџ бродовима укључује усмену књижевност, извођачке уметности и фестивале, као и вештине саме изградње дрвених бродова, технике пловидбе, навигације, прогнозе времена и терминологије која је уско повезана са пловидбом. Навигацијско знање које је коришћено за пловидбу ленџ бродовима традиционално се преносило с оца на сина. Ирански навигатори су могли да лоцирају брод према положају сунца, месеца и звезда. Они су користили посебне формуле за израчунавање географских ширина и дужина, као и дубине воде. Сваком ветру је дато име, које је уз боју воде или висину таласа коришћено за прогнозу времена. Специфична музика и ритмови су такође представљали нераздвојне делове пловидбе у Персијском заливу, са морнарима који су током рада певали песме. Данас је заједница оних који практикују ову традицију мала и углавном се састоји од старијих људи. Дрвени ленџ бродови се замењују јефтинијим од фибергласа, а донедавна бродоградилишта претварају се у места за поправку дотрајалих бродова. Бандар Лофт, Бандар Гуран, Бандар Похл, Бандар Конг и Бандар Јаск у покрајини Хормозган и Генаве и Чабахар су важна места за изградњу ленџ бродова у Ирану. Традиционалне вештине изградње ленџ бродова и пловидбе уврштене су  на Унеско листу нематеријалног културног наслеђа 2011. године.

## Галерија
- Брод ленџ на отвореном мору
- Брод ленџ, острво Хормоз
- Ленџ бродови у луци